# Campagna di Tullahoma
Per campagna di Tullahoma si intende una serie di battaglie combattute tra il giugno ed il luglio 1863 nello stato del Tennessee nell'ambito del Teatro Occidentale della guerra di secessione americana. Durante la campagna l'Armata del Cumberland del generale William Starke Rosecrans sconfisse l'Armata confederata del Tennessee del generale Braxton Bragg.
A seguito della sanguinosa ma tatticamente inefficace battaglia di Stones River  (combattuta nei pressi di Murfreesboro dal 31 dicembre  1862 al 2 gennaio 1863, Bragg si ritirò di circa 50 km a sud lungo il Duck River fino ad arrivare nei pressi di Nashville (Tennessee). Bragg decise di accamparsi a Tullahoma e, preoccupato che Rosecrans potesse raggiungere Chattanooga (uno snodo ferroviario importantissimo per le comunicazioni con la Georgia del nord) dispiegò la propria cavalleria lungo un fronte molto ampio.
Rosecrans invece – nonostante le sollecitazioni del presidente Abraham Lincoln e del Ministro della Guerra Edwin McMasters Stanton che volevano una rapida avanzata - rimase a Murfreesboro per quasi sei mesi, costruendo una base logistica e rafforzando le proprie posizioni. Rosecrans non intendeva iniziare una nuova offensiva muovendo lungo le strade rese fangose dall'inverno e, inoltre, temeva che una sua azione contro Bragg avrebbe spinto quest'ultimo a spostare le proprie forze in Mississippi minacciando la campagna di Vicksburg del generale Grant.
Durante l'inverno e la primavera, dunque, sudisti e nordisti rimasero sulle proprie posizioni dedicandosi a limitati scontri di cavalleria.
Solo verso la fine del giugno 1863 Rosecrans si sentì pronto per iniziare un'offensiva su larga scala. Il piano di Rosecrans era di spingere la maggior parte delle truppe di Bragg a difesa di Shelbyville per poi sorprenderne il fianco destro nei pressi di Hoover's Gap, nella Contea di Bedford (Tennessee).